# City Hunter Special: Guerra al Bay City Hotel
City Hunter Special: Guerra al Bay City Hotel (シティーハンター ベイシティウォーズ?, City Hunter: Bay City Wars), talvolta contratto in City Hunter: BCW, è un OAV, tratto dalla serie televisiva City Hunter. Il film è stato propriettato il 25 agosto 1990 in Giappone, mentre è stato pubblicato in Italia in VHS e DVD dalla Yamato Video, e trasmesso su MTV Italia nel 2004, sul canale satellitare Man-Ga nell'ottobre 2011 e su Italia 2 il 23 settembre 2020, per la prima volta in versione rimasterizzata.

## Trama
Intenzionato a corteggiare una ragazza di nome Luna, Ryo Saeba incontra l'amico Falcon, che invece ha ricevuto da Saeko l'ordine di catturarla.
La ragazza infatti è la figlia del dittatore deposto di un piccolo paese del Centro America, che con un gruppo di soldati e mercenari prende il controllo del lussuoso Bay City Hotel, dove si sta svolgendo un ricevimento al quale stanno partecipando anche Kaori e Miki.
Il piano di padre e figlia è di sfruttare l'innovativo sistema informatico dell'hotel per hackerare i computer del Pentagono e provocare un massiccio bombardamento nucleare contro gli Stati Uniti, colpevoli di aver favorito la loro deposizione. Ryo e Falcon devono quindi salvare le loro compagne, ma anche impedire i piani dei terroristi prima che l'attacco missilistico possa partire.
In tutto questo c'è l'ingerenza inutile di agenti americani, alla ricerca del dittatore; i loro tentativi di forzare le difese con attacchi di militari regolari finiscono in nulla di fatto.
Alla fine, Ryo disarma il generale che morirà nell'esplosione delle bombe piazzate nell'edificio; Ryo, Kaori, Umibozu, Miki e Luna sopravvivono per poco. Dopo che gli americani vengono costretti a pagare per i danni da Saeko, Umibozu rivela che la poliziotta lo ha fregato giocando sulla sua sensualità e mettendolo in una situazione imbarazzante: non potendo raccontare la cosa a Miki, il gigante pelato ha dovuto accettare l'incarico della donna per forza; se Saeko avesse chiesto aiuto a Ryo, questi avrebbe preteso il pagamento delle "bottarelle" arretrate; assicurandogli che non spiffererà nulla a Miki per solidarietà, Ryo subito dopo tenta di rimangiarsi la parola per vendetta, provocando la reazione di Umibozu col bazooka.

## Riferimenti ad altre opere
Evidenti inquadrature e soggetti interni al Bay City Hotel, così come diverse esplosioni in veduta esterna, e lo stesso City Hunter calato da tetto con fune nell'atto di sfondare un vetro a colpi di pistola, identificano momenti di regia del film Trappola di cristallo del 1988 con protagonista Bruce Willis nei panni del Detective John McClane. L'anno di produzione 1990, così come la presenza di uno stato centro-sud americano fittizio in capo ad un dittatore, rievocano ancora possibili richiami al secondo capitolo della saga Dia Hard, dove figurano analogie dello stesso tipo.

## Colonna sonora
Sigla di chiusura
- Rock My Love cantata da Yoko Oginome